# Бладшот
Бладшот (англ. Bloodshot) — вигаданий супергерой, персонаж коміксів видавництва Valiant Comics. Створений Кевіном Вангоком, Доном Перліном і Бобом Лейтоном.

## Вигадана біографія
Рей Гаррісон, ідеальний солдат, Псі-вбивця, жива зброя, створена організацією Проєкт «Відродження Душі». Його організм був модифікований введенням мільярдів нанітів, мікроскопічних роботів, що дало йому надлюдські можливості.
У початковій версії біографії, Бладшот від початку виступав мафіозним кілером на ім'я Анджело Морталлі, якого піддали нанотехнологічної експериментів вчені проекту Сонце,що сходить. У сучасній версії біографії він є колишнім солдатом і секретним агентом на ім'я Реймонд Гаррісон, який загинув на війні і воскрес за допомогою нанотехнологій, що дали йому надздібності, але при цьому втратив пам'ять,яку наповнили фальшивими спогадами. Певний час вчені використовували його в своїх цілях, але потім Рей почав згадувати фрагменти свого минулого і втік від Сонця,що сходить,ставши супергероєм.

## Історія публікацій
Бладшот був створений у 1992 році. Ім'я було вигадано Девідом Члістеком, коли комікс Valiant Universe був на хвилі популярності. Дебютував Бладшот на сторінках коміксів у листопаді 1992 року. Як один з самих популярних персонажів Valiant, Бладшот підсилював свій успіх, продаючи з кожним місяцем все більше копій коміксів, поки видавництво Valiant не викупили за 65 мільйонів доларів Acclaim Entertainment. Комікси були перекладені більш ніж 15 мовами, включаючи французьку, німецьку, італійську, іспанську, норвезьку, філіппінську, китайську, турецьку та інші. У 1996 році Бладшот і більшість других персонажів всесвіту Valiant були перевипущені під стягом Acclaim Comics. Повторний запуск означав, що комікси рухаються у новому направленні, яке згодом буде легше адаптувати до відеогри. Valiant Entertainment й зараз є власником каталогу персонажів Valiant.
Новий том «Бладшота» був випущений у липні 2012 року, написаний Дуейном Суірсзінскі, після перезавантаження Valiant Comics. Ще один новий том був випущений 9 вересня 2015 року під назвою «Бладшот: Відродження».

## Критика
Комікси про Бладшота стали найдорожчими з серії  Valiant. Спільний обсяг продажу досяг семи мільйонів копій. Незадовго до свого дебюту, Бладшот з'явився в ще одних відомих серіях про супергероїв: «Рай» і «Eternal Warrior». Саме через це, компанії довелось створити  повноцінний комікс «Bloodshot» #1 у лютому 1993 році. Сольник Бладшота був дуже  очікуваним серед фанатів,  тому було продано більш ніж мільйон копій. Оригінальна серія була написана Кевіном Вангоком і намальована Доном Перліном. У прем'єрі з'явилась перша обкладинка до коміксу «Chromium».
«Bloodshot» #1 випущений у липні 2012 року був нагороджений «Найкращим коміксом» за версією  Diamond Comic Distributors (кращий дистриб'ютор американської комікс-індустрії)  й  отримала гран-прі за найкращу обкладинку. «Бладшот» був названий одним з десяти найкращих коміксів 2012 року за версією Nerdage.

## Поза коміксом

### Фільм
У березні 2012 року  Columbia Pictures придбала права на екранізацію коміксу «Бладшот» від Valiant Comics. В квітні 2015 року Valiant, Sony і Original Film оголосили про спільне створення серії з п'ятьох фільмів, щоб перенести всіх супергероїв всесвіту Valiant Comics на великий екран. Перші два фільму будуть про Бладшота, наступні два — про «Віщуна», а останні два — кросовери між двома супергероями. Головну роль у фільмі виконає Він Дізель.

### Відеогра
- Бладшот є секретним персонажем гри Shadow Man, якого потрібно розблокувати як персонажа у версіях для Nintendo 64 і Dreamcast.
- Про Бладшота повинна була вийти окрема комп'ютерна гра, розробкою якої повинні були займатися Iguana Entertainment UK для PlayStation і Microsoft Windows[6][7], але гра була призупинена на деякий час  видавцем Acclaim Entertainment, щоб зосередитися на інших іграх.[8]

### Вебсеріал
Бладшот з'являється у вебсеріалі «Ninjak vs. Valiant Universe» у виконанні Джейсона Девіда Франка.